# Contrôle actif des vibrations

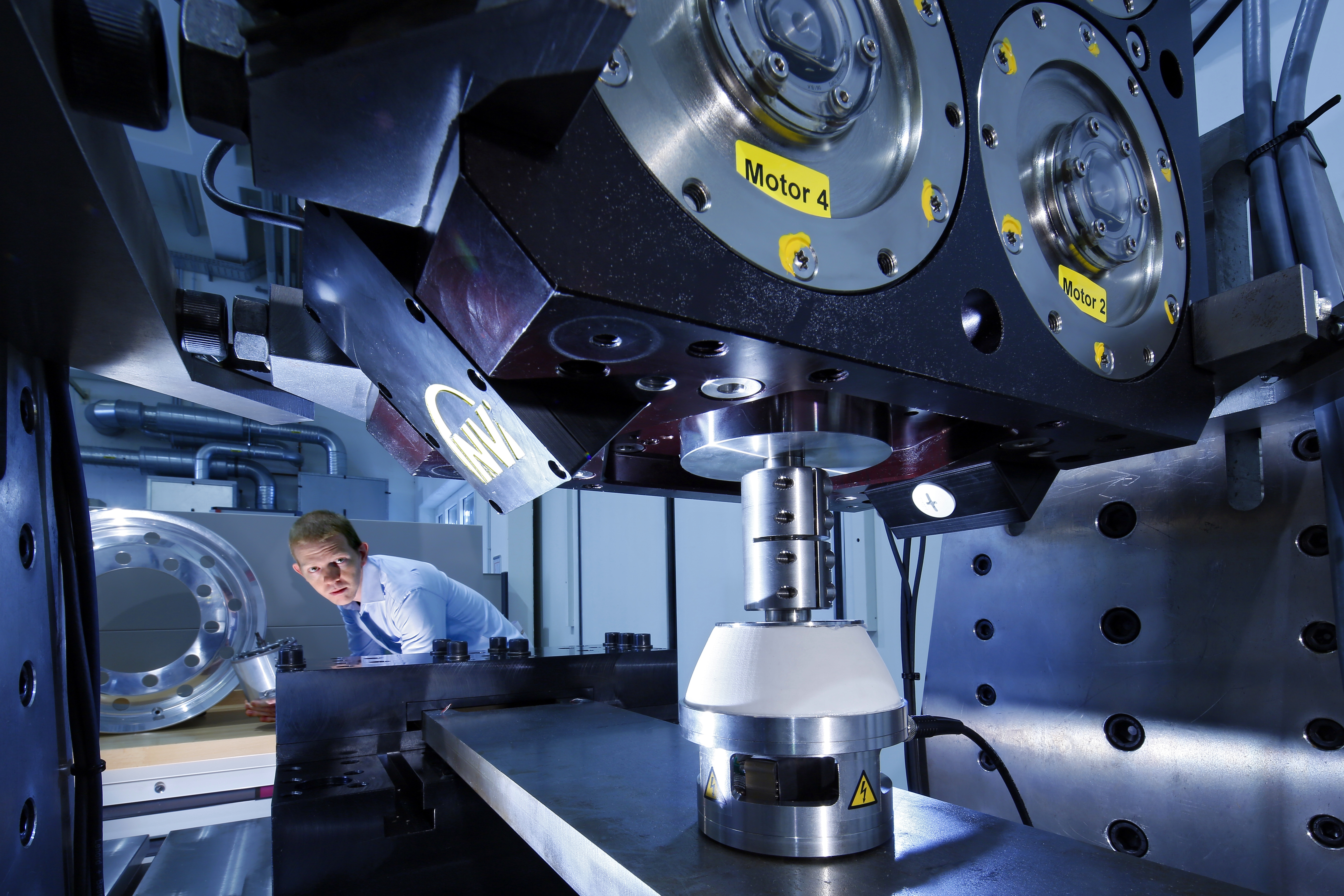
banc de test pour le contrôle actif de vibration à Fraunhofer Institute LBF

Le contrôle actif des vibrations a pour but de réduire le niveau des vibrations dans une structure mécanique donnée, en intégrant des actionneurs et des capteurs directement dans la structure .  La démarche la plus courante est la suivante : le capteur mesure une caractéristique de la structure (force, position, vitesse, etc.). Cette mesure est ensuite traitée par un correcteur (par Feedback ou Feedforward), qui génère un signal transmis à l'actionneur, qui crée ainsi une force qui s'oppose à la vibration en contre-réaction. De telles structures instrumentées sont appelées Structures Intelligentes, ou Smart Structures en anglais.
Ces techniques de réduction des vibrations ont de nombreuses applications industrielles. Par exemple, la production de wafers pour la fabrication de semi-conducteurs nécessite un environnement sans vibrations, pour obtenir la précision de gravure voulue lors de la photolithographie (généralement inférieure au micromètre).
Ce type de contrôle est dit actif car il nécessite généralement un apport d'énergie pour être mis en place, contrairement au contrôle passif de vibrations qui s'appuie purement sur les propriétés mécaniques de la structure pour rejeter les vibrations (ajout d'amortisseurs dans la structure, traitements de surface...). Ces deux approches ne s'opposent pas, et peuvent être mises en place conjointement .Des démarches de contrôle actif de vibrations ont été mises en place avec succès par plusieurs chercheurs, sur différents types de structures mécaniques, comme des poutres, des plaques ou encore des coques,,,,,/   De nombreuses recherches ont également été faites sur les différents types d'actionneurs et capteurs que l'on peut intégrer dans les structures : les matériaux piézo-électriques sont les plus utilisés, mais on peut également trouver des alliages à mémoire de forme, matériaux ferromagnétiques, etc.